# Codon schenckii
Codon schenckii là loài thực vật có hoa trong họ Mồ hôi. Loài này được Schinz mô tả khoa học đầu tiên năm 1888.